# Fleurance
Fleurance (en occitano: Florença) es una población y comuna francesa, ubicada en la región de Mediodía-Pirineos, departamento de Gers, en el distrito de Condom. Es el chef-lieu y mayor población del cantón de Fleurance.

## Demografía
| 4279 | 5154 | 5816 | 6088 | 6368 | 6273 |
| Para los censos de 1962 a 1999 la población legal corresponde a la población sin duplicidades (Fuente: INSEE [Consultar]) |      |      |      |      |      |

Es la tercera comuna más poblada del departamento.

## Hermanamientos
- Esplús (España) [3]